# Washington Open 2024 - Qualificazioni singolare femminile
Le qualificazioni del singolare femminile del Washington Open 2024 sono state un torneo di tennis preliminare per accedere alla fase finale della manifestazione disputate il 27 e 28 luglio 2024. Le vincitrici dell'ultimo turno sono entrate di diritto nel tabellone principale. In caso di ritiro di una o più giocatrici aventi diritto a queste sono subentrati le lucky loser, ossia le giocatrici che hanno perso nell'ultimo turno ma che avevano una classifica più alta rispetto alle altre partecipanti che avevano comunque perso nel turno finale.

## Teste di serie
1. Jule Niemeier (primo turno)
2. Renata Zarazúa (secondo turno)
3. Nao Hibino (secondo turno)
4. Hailey Baptiste (qualificata)

1. Kamilla Rachimova (qualificata)
2. Arina Rodionova (secondo turno)
3. McCartney Kessler (qualificata)
4. Emina Bektas (primo turno)

## Qualificate
1. Kamilla Rachimova
2. Amanda Anisimova

1. McCartney Kessler
2. Hailey Baptiste

## Tabellone

### Legenda
| - Q = Qualificato - WC = Wild card - LL = Lucky loser | - ALT = Alternate - SE = Special Exempt - PR = Protected Ranking | - w/o = Walkover - r = Ritirato - d = Squalificato |

### Sezione 1
|  | Primo turno | Primo turno       | Primo turno       | Primo turno | Primo turno |  |  | Ultimo turno | Ultimo turno      | Ultimo turno | Ultimo turno | Ultimo turno |  |
|  |             |                   |                   |             |             |  |  |              |                   |              |              |              |  |
|  | 1           | Jule Niemeier     | Jule Niemeier     | 5           | 2           |  |  |              |                   |              |              |              |  |
|  |             | Sachia Vickery    | Sachia Vickery    | 7           | 6           |  |  |              | Sachia Vickery    | 3            | 0            | r            |  |
|  |             | Mirjam Björklund  | Mirjam Björklund  | 68          | 0           |  |  | 5            | Kamilla Rachimova | 6            | 1            |              |  |
|  | 5           | Kamilla Rachimova | Kamilla Rachimova | 7           | 6           |  |  |              |                   |              |              |              |  |

### Sezione 3
|  | Primo turno | Primo turno      | Primo turno      | Primo turno | Primo turno |  |  | Ultimo turno | Ultimo turno     | Ultimo turno     | Ultimo turno | Ultimo turno |  |
|  |             |                  |                  |             |             |  |  |              |                  |                  |              |              |  |
|  | 2           | Renata Zarazúa   | Renata Zarazúa   | 6           | 6           |  |  |              |                  |                  |              |              |  |
|  |             | Emiliana Arango  | Emiliana Arango  | 1           | 4           |  |  | 2            | Renata Zarazúa   | Renata Zarazúa   | 4            | 4            |  |
|  | WC          | Amanda Anisimova | Amanda Anisimova | 7           | 6           |  |  | WC           | Amanda Anisimova | Amanda Anisimova | 6            | 6            |  |
|  | 8           | Emina Bektas     | Emina Bektas     | 62          | 3           |  |  |              |                  |                  |              |              |  |

|  | Primo turno | Primo turno       | Primo turno | Primo turno | Primo turno |  |  | Ultimo turno | Ultimo turno      | Ultimo turno | Ultimo turno | Ultimo turno |  |
|  |             |                   |             |             |             |  |  |              |                   |              |              |              |  |
|  | 3           | Nao Hibino        | 3           | 6           | 6           |  |  |              |                   |              |              |              |  |
|  |             | Kimberly Birrell  | 6           | 4           | 2           |  |  | 3            | Nao Hibino        | 6            | 3            | 3            |  |
|  | WC          | Louisa Chirico    | 2           | 6           | 64          |  |  | 7            | McCartney Kessler | 3            | 6            | 6            |  |
|  | 7           | McCartney Kessler | 6           | 3           | 7           |  |  |              |                   |              |              |              |  |

### Sezione 4
|  | Primo turno | Primo turno     | Primo turno     | Primo turno | Primo turno |  |  | Ultimo turno | Ultimo turno    | Ultimo turno    | Ultimo turno | Ultimo turno |  |
|  |             |                 |                 |             |             |  |  |              |                 |                 |              |              |  |
|  | 4           | Hailey Baptiste | Hailey Baptiste | 6           | 6           |  |  |              |                 |                 |              |              |  |
|  |             | Taylah Preston  | Taylah Preston  | 4           | 3           |  |  | 4            | Hailey Baptiste | Hailey Baptiste | 7            | 7            |  |
|  |             | Marina Stakusic | Marina Stakusic | 1           | 3           |  |  | 6            | Arina Rodionova | Arina Rodionova | 64           | 5            |  |
|  | 6           | Arina Rodionova | Arina Rodionova | 6           | 6           |  |  |              |                 |                 |              |              |  |